# Partit de la Restauració del Japó
El Partit de la Restauració del Japó (日本維新の会 Nippon Ishin no Kai, abreviat com a PRJ) fou un partit polític japonés que existí des del 2012 fins al 2014, fundat i liderat pel batlle d'Osaka, en Tōru Hashimoto i pel Governador de Tòquio, en Shintaro Ishihara.
El 17 de novembre de 2012, Hashimoto i Ishihara van acordar la fusió dels seus respectius partits per crear una "tercera força" que concurrira a les eleccions generals de 2012. En aquells temps, el Partit de la Restauració del Japó va ser l'únic partit d'àmbit nacional amb seu fora de Tòquio. El partit va aconseguir 54 escons a la cambra baixa i 9 a la cambra alta.
El 28 de maig de 2014, els dos líders del partit, Hashimoto i Ishihara van decidir la dissolució del partit després de moltes diferències internes. Com a resultat d'això, Shintaro Ishihara va fundar amb el seu sector el Partit per a les Generacions Futures. Poc després, Hashimoto es va fusionar amb un altre partit creant així el Partit de la Innovació.

## Ideologia i polítiques
- El partit tenia un manifest de huit punts anomenat "Les huit polítiques per a la restauració". Aquestes polítiques cobrien més de 200 afers de governament, política econòmica, el benestar social, l'educació, la diplomàcia i l'abandonament de la política del "Japó com amant dels EUA", en paraules de la formació.[6]
- De forma poc usual per a un partit conservador, defenien el matrimoni homosexual.[7]
- El partit donava suport a la revisió de la Constitució del Japó, anomenada per la formació com "la Constitució de l'ocupació".[8]

## Llista de presidents
| No. | Nom                                             | Temps de mandat                   | Temps de mandat  | Imatge |
| No. | Nom                                             | Inici de mandat                   | Fi de mandat     | Imatge |
| --- | ----------------------------------------------- | --------------------------------- | ---------------- | ------ |
| 1   | Tōru Hashimoto 橋下 徹 Hashimoto Tōru           | 12 setembre 2012                  | 17 novembre 2012 |        |
| 2   | Shintaro Ishihara 石原 慎太郎 Ishihara Shintarō | 17 novembre 2012                  | 19 gener 2013    |        |
| 3   | Shintaro Ishihara 石原 慎太郎 Ishihara Shintarō | 19 gener 2013 (com a copresident) | 31 juliol 2014   |        |
| 3   | Tōru Hashimoto 橋下 徹 Hashimoto Tōru           | 19 gener 2013 (com a copresident) | 31 juliol 2014   |        |
| 4   | Tōru Hashimoto 橋下 徹 Hashimoto Tōru           | 1 agost 2014                      | 22 setembre 2014 |        |

## Resultats electorals

### Eleccions generals
| Any  | Candidat          | Vots       | %      | Pos. | Diputats | +/- | Govern   |
| ---- | ----------------- | ---------- | ------ | ---- | -------- | --- | -------- |
| 2012 | Shintaro Ishihara | 12.262.228 | 20,38% | 3r   | 54 / 480 | Nou | Oposició |

### Eleccions a laCambra de Consellers del Japó
| Any  | Candidat          | Vots      | %      | Pos. | Diputats | +/- | Govern   |
| ---- | ----------------- | --------- | ------ | ---- | -------- | --- | -------- |
| 2013 | Shintaro Ishihara | 6.355.299 | 11,94% | 6è   | 9 / 252  | Nou | Oposició |